# Resident Evil Portable
Resident Evil Portable er et videospil i Resident Evil-serien af Capcom, som er udgivet til PlayStation Portable. Resident Evil Portable er ikke en remake, men en helt ny titel i serien, som er udviklet med PSP Go for øje, og er blevet beskrevet af Capcom selv, som et spil der skiller sig ud fra de foregående spil i serien.